# Catopsilia thauruma
Catopsilia thauruma é uma borboleta da família Pieridae. Ela é encontrada no Oceano Índico em Madagascar, ilhas Maurício e Reunião. O habitat natural consiste em margens de floresta.
As larvas se alimentam de Cassia siamea.